# Логарифмически выпуклое множество

Выпуклая оболочка логарифмического образа несвязного множества

Логарифми́чески вы́пуклое мно́жество (англ. logarithmically convex set) — понятие вещественного и комплексного анализа, разделов математики, множество комплексного пространства, логарифмический образ которого выпукл в вещественном пространстве.

## Определение логарифмически выпуклого множества
Логарифмический образ {\displaystyle M^{*}} (англ. logarithmically image  {\displaystyle \log M}) множества {\displaystyle M\subset \mathbb {C} ^{n}} — множество
{\displaystyle M^{*}=\lambda (M_{0})},
где:
{\displaystyle \lambda \colon \{z\in \mathbb {C} ^{n}\colon z_{1}z_{2}\dots z_{n}\neq 0\}\to \mathbb {R} ^{n}\colon z\to \lambda (z)=(\operatorname {ln} |z_{1}|,\,\operatorname {ln} |z_{2}|,\,\dots ,\,\operatorname {ln} |z_{n}|),}
{\displaystyle M_{0}=\{z\in M\colon z_{1}z_{2}\dots z_{n}\neq 0\}.}
Другими словами, это следующее множество:
{\displaystyle M^{*}=\{\xi \colon \xi \in \mathbb {R} ^{n},\,(e^{\xi _{1}},\,e^{\xi _{2}},\,\dots ,\,e^{\xi _{n}})=(|z_{1}|,\,|z_{2}|,\,\dots ,\,|z_{n}|),\,(z_{1},\,z_{2},\,\dots ,\,z_{n})\in M\}.}
Логарифмически выпуклое множество (англ. logarithmically convex set) — множество {\displaystyle M\subset \mathbb {C} ^{n}} с выпуклым логарифмическим образом {\displaystyle M^{*}\subset \mathbb {R} ^{n}}.
В терминах определения понятия «выпуклость» это определение перепишется следующим образом:
логарифмически выпуклое множество — множество {\displaystyle M\subset \mathbb {C} ^{n}}, которое вместе с двумя произвольными своими точками {\displaystyle z'} и {\displaystyle z''} содержит также и любые точки {\displaystyle z}, для которых
{\displaystyle \operatorname {ln} |z|=t\operatorname {ln} |z'|+(1-t)\operatorname {ln} |z''|,\quad } {\displaystyle t\in (0,\,1).}
Чтобы избежать не совсем удобных логарифмов, поскольку для {\displaystyle z_{k}=0} получается {\displaystyle \operatorname {ln} |z_{k}|=-\infty } при некоторых {\displaystyle k}, перепишем определение в следующем виде:
логарифмически выпуклое множество — множество {\displaystyle M\subset \mathbb {C} ^{n}}, которое вместе с двумя произвольными своими точками {\displaystyle z'} и {\displaystyle z''} содержит также и любые точки {\displaystyle z}
{\displaystyle |z|=|z'|^{t}|z''|^{1-t},\quad } {\displaystyle t\in (0,\,1),}
то есть
{\displaystyle |z_{k}|=|z'_{k}|^{t}|z''_{k}|^{1-t},\quad } {\displaystyle k=1,\,2,\,\dots ,\,n.}

Логарифмически выпуклая оболочка множества (англ. logarithmically convex hull of set) {\displaystyle {\hat {M}}_{L}} — пересечение всех логарифмически выпуклых множеств, содержащих исходное множество {\displaystyle M}, другими словами, наименьшее логарифмически выпуклое множество, содержащее исходное множество {\displaystyle M}.
Например, для множества
{\displaystyle M=\{z\in \mathbb {C} ^{2};\,\max(|z_{1}|,\,|z_{2}|)<1,\,\min(|z_{1}|,\,|z_{2}|)<\epsilon \}}
логарифмически выпуклая оболочка следующая:
{\displaystyle {\hat {M}}_{L}=\left\{z\in \mathbb {C} ^{2};\,\max \left(|z_{1}|,\,|z_{2}|,\,{\frac {|z_{1}z_{2}|}{\epsilon }}\right)<1\right\}.}

## Примеры

### Пример 1
Этот пример взят из книги на русском языке, написанной русским математиком.
Рассмотрим некоторое множество {\displaystyle M\subset \mathbb {C} ^{2}} с диаграммой Рейнхарта {\displaystyle \alpha (M)}, показанной на рисунке ниже слева. Это множество не относится к логарифмически выпуклым. Логарифмический образ {\displaystyle \lambda (M_{0})} этого множества показана на рисунке ниже справа.

Диаграмма Рейнхарта и логарифмический образ в C×C
Диаграмма Рейнхарта логарифмически выпуклой оболочки {\displaystyle \alpha ({\hat {M}}_{L})} некоторого множества {\displaystyle M} в {\displaystyle \mathbb {C} ^{2}} и выпуклая оболочка его логарифмического образа {\displaystyle \lambda (M_{0})}

Прообраз выпуклой оболочки логарифмического образа {\displaystyle \lambda (M_{0})} есть логарифмически выпуклая оболочка {\displaystyle {\hat {M}}_{L}} множества {\displaystyle M}. Диаграммы Рейнхарта оболочки {\displaystyle \alpha ({\hat {M}}_{L})} и исходного множества {\displaystyle \alpha (M)} отличаются только сегментом, граница которого показан пунктиром на рисунке. Этот сегмент получен как прообраз треугольника, дополняющего логарифмический образ {\displaystyle \lambda (M_{0})} до выпуклости. Гипотенуза этого треугольника есть отрезок прямой
{\displaystyle \operatorname {ln} |z_{2}|=\operatorname {ln} |r|+\operatorname {ln} |R|-\operatorname {ln} |z_{1}|},
поэтому сегмент выпуклости, добавленный к диаграмме Рейнхарта {\displaystyle \alpha (M)}, ограничен частью следующей гиперболы:
{\displaystyle |z_{2}||z_{1}|=|r||R|}.

### Пример 2
Этот и следующий примеры взяты из книги на английском языке, написанной голландскими математиками.
Рассмотрим объединение {\displaystyle S} двух следующих прямоугольников (см. рис. внизу слева):
{\displaystyle S_{1}=\left\{(r_{1},\,r_{2})\in \mathbb {R} _{+}^{2}\colon r_{1}<2,\,r_{1}<{\frac {1}{2}}\right\},}
{\displaystyle S_{2}=\left\{(r_{1},\,r_{2})\in \mathbb {R} _{+}^{2}\colon r_{1}<{\frac {1}{2}},\,r_{1}<2\right\}.}

Вещественная область и логарифмический образ в R×R
Логарифмически выпуклая оболочка {\displaystyle {\hat {S}}_{L}} некоторого множества {\displaystyle S} в {\displaystyle \mathbb {R} _{+}^{2}} и выпуклая оболочка {\displaystyle {\hat {S}}^{*}} его логарифмического образа {\displaystyle S^{*}}

Логарифмический образ {\displaystyle S^{*}} множества {\displaystyle S} есть объединение следующих квадрантов — логарифмических образов данных прямоугольников (см. рис. вверху справа):
{\displaystyle S_{1}^{*}=\left\{(\rho _{1},\,\rho _{2})\in \mathbb {R} ^{2}\colon \rho _{1}<\operatorname {ln} 2,\,\rho _{2}<\operatorname {ln} {\frac {1}{2}}\right\},}
{\displaystyle S_{2}^{*}=\left\{(\rho _{1},\,\rho _{2})\in \mathbb {R} ^{2}\colon \rho _{1}<\operatorname {ln} {\frac {1}{2}},\,\rho _{2}<\operatorname {ln} 2\right\}.}
которые содержат точки с координатами {\displaystyle -\infty }.
Выпуклая оболочка {\displaystyle {\hat {S}}^{*}} множества {\displaystyle S^{*}} образована точками {\displaystyle (\rho _{1},\,\rho _{2})}, которые удовлетворяют следующим условиям (см. рис. вверху справа):
{\displaystyle \rho _{1}<\operatorname {ln} 2,\quad \rho _{2}<\operatorname {ln} 2,\quad \rho _{1}+\rho _{2}<0.}
Логарифмически выпуклая оболочка {\displaystyle {\hat {S}}_{L}} множества {\displaystyle S} образована точками {\displaystyle (r_{1},\,r_{2})=(e^{\rho _{1}},\,e^{\rho _{2}})}, где {\displaystyle (\rho _{1},\,\rho _{2})\in {\hat {S}}_{L}}, то есть точками {\displaystyle r_{1},\,r_{2}\geqslant 0}, удовлетворяющим следующим условиям (см. рис. вверху слева):
{\displaystyle r_{1}<2,\quad r_{2}<2,\quad r_{1}r_{2}=e^{\rho _{1}+\rho _{2}}<1.}

### Пример 3

Выпуклая оболочка логарифмического образа несвязного множества

Рассмотрим несвязное множество {\displaystyle S}, представляющее собой объединение изолированной точки
{\displaystyle s=(s_{1},\,s_{2},\,\dots ,\,s_{n})>0}
и следующей окрестности нуля в пространстве {\displaystyle \mathbb {R} _{+}^{n}}:
{\displaystyle 0\leqslant r_{j}<\epsilon _{j}<s_{j},\quad j=1,\,2,\,\dots ,\,n.}
Тогда логарифмически выпуклая оболочка {\displaystyle {\hat {S}}_{L}} множества {\displaystyle S} содержит множество точек 
{\displaystyle 0\leqslant r_{j}<s_{j},\quad j=1,\,2,\,\dots ,\,n,}
логарифмический образ которого показан на рисунке справа для двумерного случая.